# Лянчжу
Культу́ра Лянчжу́ (кит. 良渚文化, пиньинь Liángzhǔ wénhuà, палл. Лянчжу́ вэньхуа́; 3400—2250 до н. э.) — последняя неолитическая культура нефрита в дельте реки Янцзы в Китае.

## Социальная структура
Раннее государство («царство Мо»), чёткое различие между социальными классами в погребальных сооружениях.

## География
Север Шаньси и на юге, в провинции Гуандун, впервые обнаружена в уезде Юйхан, Чжэцзян в 1936 году. Считается, что культура является прародиной австронезийских языков.

## Гибель
Культура внезапно исчезла около 4200 лет назад, когда она достигла пика. Культурные слои прерываются илистыми или болотистыми и песчано-щебнистыми слоями с закопанной древесиной. Озеро Тайху образовалось в качестве ударного кратера 4500 лет назад, что может объяснять исчезновение культуры Лянчжу. Согласно другой теории, гибель цивилизации была последствием наводнения, вызванного аномально интенсивными муссонными дождями.

## Городское строительство и хозяйство
Орошение, рисоводство и аквакультуры.
Дома были построены на сваях часто на реках или по береговым линиям.
Древний город Лянчжу на 260 га, окруженный глиняными стенами с шестью воротами.
Лодки и весла, деревянный пирс и набережные, полагают, были использованы для защиты от наводнений. Технологии памятника Miaoqian в этот период был аналогичны предыдущему периоду Хэмуду .

## Культура

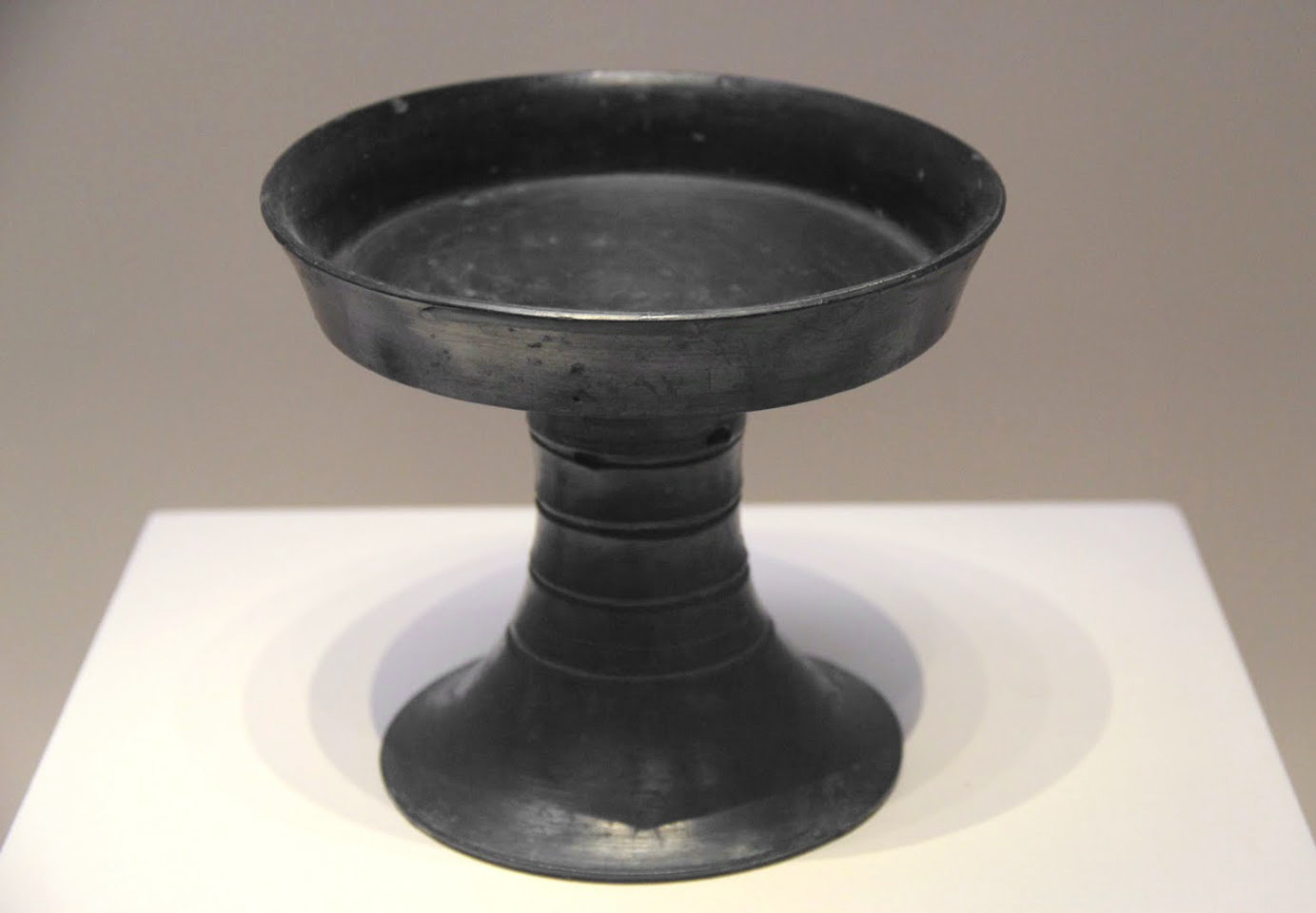
Неолитическая керамика ДОУ, культуры Лянчжу, Чжэцзян, 1955. Национальный музей Китая, Пекин

В культуре Лянчжу отсутствовала письменность.
В гончарных изделиях, часто украшенных красным цветом, особое внимание уделяется использованию спиралей и кругов Керамика напоминает чёрную «яичную скорлупу» .
Исследователи обнаружили, что некоторые топоры были созданы с использованием алмазного инструмента, «были отполированы до зеркального блеска». Единственная первобытная культура, обрабатывавшая сапфир.
Нефритовые изделия

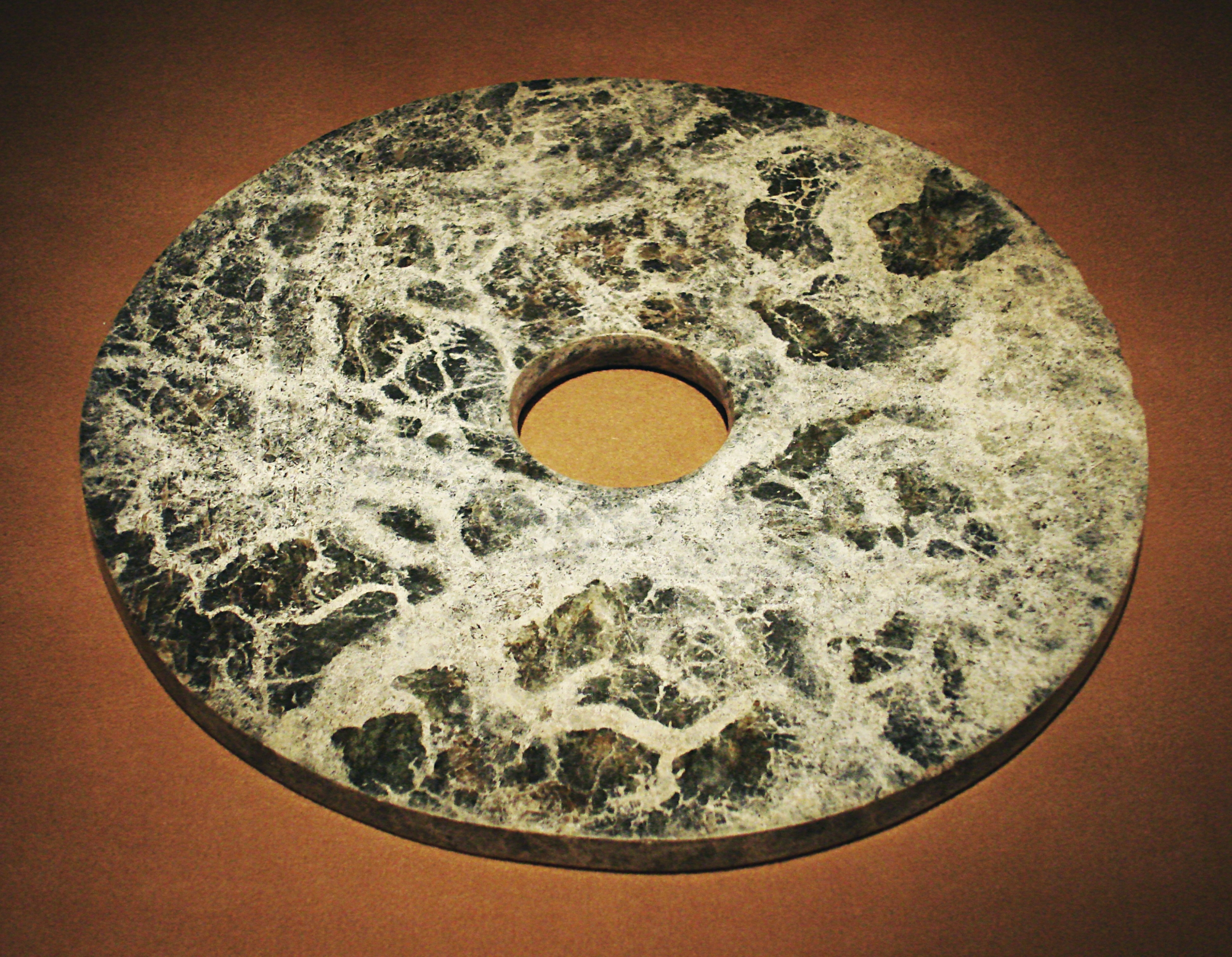
Нефритовый диск би культуры Лянчжу. Ритуальный объект — символ богатства и военной мощи.

Большие ритуальные нефриты, с резьбой таоте. Цилиндры цун до 3,5 кг. Диски Би и топоры Юэ. Также были найдены нефритовые подвески, с гравировкой мелких птиц, черепах и рыб.
Лянчжу широко экспортировали нефрит.

### Религия
Неолитический алтарь культуры Лянчжу, раскопанный в Yaoshan в Чжэцзян, демонстрирует, что религиозные структуры были сложными и сделаны из тщательно расположенных груд камней и каменных стен: это означает, что религия имеет важное значение. Алтарь имеет три уровня, самая высокая платформа из утрамбованной земли. Три дополнительные платформы были вымощены булыжником. На алтаре двенадцать могил в два ряда. Ритуальные жертвоприношения рабов.

## Генетические исследования
В 2007 году анализ ДНК человеческих останков в археологических памятниках доисторических народов вдоль Янцзы показывает высокие частоты Y-хромосомной гаплогруппы О1 в культуре Лянчжу, связывая их с австронезийскими и тай-кадайскими народами. Культура Лянчжу существовала в прибрежных районах вокруг устья Янцзы. Гаплогруппа О1 отсутствовала в других археологических памятниках на суше. Авторы исследования предполагают, что это может быть свидетельством двух различных человеческих путей миграции во время заселения Восточной Азии, один прибрежный и другой внутренний, с малым генетическим перетоком между ними.